# ナショナル・ボード・オブ・レビュー賞 (2010年)
82nd NBR Awards

作品賞: 
『ソーシャル・ネットワーク』
第82回ナショナル・ボード・オブ・レビュー賞は、2010年の映画が対象となっており、2010年12月2日に発表された。

## 作品トップ10
- 『家族の庭』
- 『ザ・ファイター』
- 『ヒア アフター』
- 『インセプション』
- 『英国王のスピーチ』
- 『シャッター アイランド』
- 『ザ・タウン』
- 『トイ・ストーリー3』
- 『トゥルー・グリット』
- 『ウィンターズ・ボーン』

## 外国語映画トップ5
- 『ミラノ、愛に生きる』
- 『灼熱の魂』
- Life, Above All
- 『ソウル・キッチン』
- White Material

## ドキュメンタリー映画トップ5
- A Film Unfinished
- 『インサイド・ジョブ 世界不況の知られざる真実』
- Joan Rivers: A Piece of Work
- 『レストレポ 〜アフガニスタンで戦う兵士たちの記録〜』
- The Tillman Story

## インディペンデント映画トップ10
- 『アニマル・キングダム』
- 『［リミット］』
- 『フィッシュ・タンク』
- 『ゴーストライター』
- 『ベン・スティラー 人生は最悪だ!』
- 『モールス』
- 『モンスターズ/地球外生命体』
- 『善意の向こう側（英語版）』
- 『SOMEWHERE』
- Youth in Revolt

## 受賞一覧
- 作品賞:
  - 『ソーシャル・ネットワーク』

- 監督賞:
  - デヴィッド・フィンチャー - 『ソーシャル・ネットワーク』

- 主演男優賞:
  - ジェシー・アイゼンバーグ - 『ソーシャル・ネットワーク』

- 主演女優賞:
  - レスリー・マンヴィル - 『家族の庭』

- 助演男優賞:
  - クリスチャン・ベール - 『ザ・ファイター』

- 助演女優賞:
  - ジャッキー・ウィーヴァー - 『アニマル・キングダム』

- 外国映画賞:
  - 『神々と男たち』

- ドキュメンタリー映画賞:
  - 『スーパーマンを待ちながら』

- アニメ映画賞:
  - 『トイ・ストーリー3』

- アンサンブル・キャスト賞:
  - 『ザ・タウン』

- ブレイクスルー演技賞:
  - ジェニファー・ローレンス - 『ウィンターズ・ボーン』

- 新人監督賞:
  - セバスチャン・ユンガー、ティム・ヘザリントン - 『レストレポ 〜アフガニスタンで戦う兵士たちの記録〜』

- 脚本賞:
  - クリス・スパーリング - 『［リミット］』

- スポットライト賞:
  - シルヴァン・ショメ、ジャック・タチ - 『イリュージョニスト』

- 脚色賞:
  - アーロン・ソーキン - 『ソーシャル・ネットワーク』

- 特別映画製作業績賞:
  - ソフィア・コッポラ（脚本・監督・製作に対して） - 『SOMEWHERE』

- ウィリアム・K・エヴァーソン賞 （映画史に対して）:
  - レナード・マルティン

- 表現の自由賞:
  - 『フェア・ゲーム』
  - 『ディア・ブラザー』
  - Howl